# Ермінескін 138
Ермінескін 138 (англ. Ermineskin 138) — індіанська резервація в Канаді, у провінції Альберта, у межах муніципального району Ветасківін № 10.

## Населення
За даними перепису 2016 року, індіанська резервація нараховувала 2457 осіб, показавши зростання на 31,1%, порівняно з 2011-м роком. Середня густина населення становила 23,5 осіб/км².
З офіційних мов обидвома одночасно володіли 5 жителів, тільки англійською — 2 390, а 5 — жодною з них. Усього 440 осіб вважали рідною мовою не одну з офіційних, з них 430 — одну з корінних мов.
Працездатне населення становило 49,6% усього населення, рівень безробіття — 28,8%.
Середній дохід на особу становив $20 242 (медіана $16 536), при цьому для чоловіків — $16 721, а для жінок $23 745 (медіани — $11 936 та $19 386 відповідно).
16,4% мешканців мали закінчену шкільну освіту, не мали закінченої шкільної освіти — 55,7%, 28,2% мали післяшкільну освіту, з яких 13,9% мали диплом бакалавра, або вищий.
| Статево-вікова структура населення | Статево-вікова структура населення | Статево-вікова структура населення | Статево-вікова структура населення | Статево-вікова структура населення |
| ---------------------------------- | ---------------------------------- | ---------------------------------- | ---------------------------------- | ---------------------------------- |
|                                    |                                    |                                    |                                    |                                    |
| Всього                             | Всього                             | 52,3%47,7%                         |                                    |                                    |
| 0 — 14 років                       | 0 — 14 років                       |                                    | 40,8%                              | 40,8%                              |
| 15 — 64 років                      | 15 — 64 років                      |                                    | 56,5%                              | 56,5%                              |
| 65 і більше                        | 65 і більше                        |                                    | 2,7%                               | 2,7%                               |
| 85 і більше                        | 85 і більше                        |                                    | 0,2%                               | 0,2%                               |
| Середній вік (років)               | Середній вік (років)               | 24,324,4                           | 24,3                               | 24,3                               |
| Медіана (років)                    | Медіана (років)                    | 19,718,1                           | 18,9                               | 18,9                               |
| — чоловіки — жінки                 |                                    |                                    |                                    |                                    |

| Походження мешканців:     | Походження мешканців:     | Походження мешканців: | Походження мешканців: | Походження мешканців: |
| ------------------------- | ------------------------- | --------------------- | --------------------- | --------------------- |
| Походження                |                           |                       | осіб                  | %                     |
| Корінні американці        | Корінні американці        |                       | 2 395                 | 99.58%                |
| Інше північноамериканське | Інше північноамериканське |                       | 0                     | 0%                    |
| Європейське               | Європейське               |                       | 175                   | 7.28%                 |
| британське                | британське                |                       | 95                    | 3.95%                 |
| французьке                | французьке                |                       | 65                    | 2.7%                  |
| Латинськоамериканське     | Латинськоамериканське     |                       | 10                    | 0.42%                 |
| Азійське                  | Азійське                  |                       | 10                    | 0.42%                 |

## Клімат
Середня річна температура становить 2,9°C, середня максимальна – 20,8°C, а середня мінімальна – -19,1°C. Середня річна кількість опадів – 496 мм.
| Клімат поселення                              | Клімат поселення | Клімат поселення | Клімат поселення | Клімат поселення | Клімат поселення | Клімат поселення | Клімат поселення | Клімат поселення | Клімат поселення | Клімат поселення | Клімат поселення | Клімат поселення | Клімат поселення |
| Показник                                      | Січ.             | Лют.             | Бер.             | Квіт.            | Трав.            | Черв.            | Лип.             | Серп.            | Вер.             | Жовт.            | Лист.            | Груд.            |                  |
| Середній максимум, °C                         | −5,94            | −2,81            | 2,25             | 10,64            | 16,82            | 20,84            | 20,70            | 20,21            | 15,29            | 9,86             | 0,40             | −5,01            |                  |
| Середня температура, °C                       | −12,51           | −9,38            | −4,33            | 4,08             | 10,23            | 14,26            | 15,79            | 15,30            | 10,40            | 4,91             | −4,53            | −9,94            |                  |
| Середній мінімум, °C                          | −19,09           | −15,97           | −10,92           | −2,51            | 3,64             | 7,68             | 10,83            | 10,34            | 5,43             | 0,02             | −9,45            | −14,87           |                  |
| Норма опадів, мм                              | 25               | 17               | 23               | 29               | 54               | 80               | 98               | 63               | 44               | 25               | 22               | 16               |                  |
| Середньомісячна швидкість вітру, м/с          | 3.30             | 3.30             | 3.50             | 3.80             | 3.80             | 3.42             | 3.10             | 2.98             | 3.20             | 3.40             | 3.48             | 3.40             |                  |
| Середньомісячна сонячна радіація, кДж/м²·день | 3637             | 7077             | 12388            | 17408            | 20426            | 21969            | 22430            | 18848            | 12922            | 7703             | 3897             | 2689             |                  |
| --------------------------------------------- | ---------------- | ---------------- | ---------------- | ---------------- | ---------------- | ---------------- | ---------------- | ---------------- | ---------------- | ---------------- | ---------------- | ---------------- | ---------------- |
| Джерело:                                      |                  |                  |                  |                  |                  |                  |                  |                  |                  |                  |                  |                  |                  |